# NGC天体列表 (2000-2999)
NGC天体列表索引：1-999 | 1000-1999 | 2000-2999 | 3000-3999 | 4000-4999 | 5000-5999 | 6000-6999 | 7000-7999

## 2000-2099
- NGC 2000 - 這是山案座的一個星系。
- NGC 2001 - 這是劍魚座的一個星系。
- NGC 2002 - 這是劍魚座的一個星系。
- NGC 2003 - 這是劍魚座的一個星系。
- NGC 2004 - 這是劍魚座的一個星系。
- NGC 2005 - 這是劍魚座的一個星系。
- NGC 2006 - 這是劍魚座的一個星系。
- NGC 2007 - 這是繪架座的一個星系。
- NGC 2008 - 這是繪架座的一個星系。
- NGC 2009 - 這是劍魚座的一個星系。
- NGC 2010 - 這是山案座的一個星系。
- NGC 2011 - 這是劍魚座的一個星系。
- NGC 2012 - 這是山案座的一個星系。
- NGC 2013 - 這是御夫座的一個星系。
- NGC 2014 - 這是劍魚座的一個星系，在大麦哲伦星云，同时亦是Heinze 55。
- NGC 2015 - 這是劍魚座的一個星系。
- NGC 2016 - 這是山案座的一個星系。
- NGC 2017 - 這是天兔座的一個星群。
- NGC 2018 - 這是山案座的一個星系。
- NGC 2019 - 這是山案座的一個星系。
- NGC 2020 - 這是劍魚座的一個星系。
- NGC 2021 - 這是劍魚座的一個星系。
- NGC 2022 - 這是獵戶座的一個星雲。
- NGC 2023 - 這是獵戶座的一個彌散星雲，在马头星云附近。
- NGC 2024 - 這是獵戶座的一個燃烧火焰彌散星雲，在马头星云附近。
- NGC 2025 - 這是山案座的一個星系。
- NGC 2026 - 這是金牛座的一個星系。
- NGC 2027 - 這是劍魚座的一個星系。
- NGC 2028 - 這是山案座的一個星系。
- NGC 2029 - 這是劍魚座的一個彌散星雲。
- NGC 2030 - 這是劍魚座的一個彌散星雲。
- NGC 2031 - 這是山案座的一個星系。
- NGC 2032 - 這是劍魚座的一個彌散星雲。
- NGC 2033 - 這是劍魚座的一個星系。
- NGC 2034 - 這是劍魚座的一個星系。
- NGC 2035 - 這是劍魚座的一個彌散星雲。
- NGC 2036 - 這是山案座的一個星系。
- NGC 2037 - 這是劍魚座的一個星系。
- NGC 2038 - 這是山案座的一個星系。
- NGC 2039 - 這是獵戶座的一個星群。
- NGC 2040 - 這是劍魚座的一個彌散星雲。
- NGC 2041 - 這是劍魚座的一個星系。
- NGC 2042 - 這是劍魚座的一個星系。
- NGC 2043 - 這是山案座的一個星系。
- NGC 2044 - 這是劍魚座的一個星系。
- NGC 2045 - 這是金牛座的一個星系。
- NGC 2046 - 這是山案座的一個星系。
- NGC 2047 - 這是山案座的一個星系。
- NGC 2048 - 這是劍魚座的一個彌散星雲。
- NGC 2049 - 這是天鴿座的一個星系。
- NGC 2050 - 這是劍魚座的一個星系。
- NGC 2051 - 這是山案座的一個星系。
- NGC 2052 - 這是劍魚座的一個彌散星雲。
- NGC 2053 - 這是劍魚座的一個星系。
- NGC 2054 - 這是獵戶座的一個三星系統。
- NGC 2055 - 這是劍魚座的一個星系。
- NGC 2056 - 這是山案座的一個星系。
- NGC 2057 - 這是山案座的一個星系。
- NGC 2058 - 這是山案座的一個星系。
- NGC 2059 - 這是山案座的一個星系。
- NGC 2060 - 這是劍魚座的一個星系。
- NGC 2061 - 這是天鴿座的一個星群。
- NGC 2062 - 這是劍魚座的一個星系。
- NGC 2063 - 這是獵戶座的一個星群。
- NGC 2064 - 這是獵戶座的一個星系。
- NGC 2065 - 這是山案座的一個星系。
- NGC 2066 - 這是山案座的一個星系。
- NGC 2067 - 這是獵戶座的一個星系。
- NGC 2068 - 這是獵戶座的一個星系（M78）。
- NGC 2069 - 這是劍魚座的一個彌散星雲。
- NGC 2070 - 這是劍魚座的一個舞蛛星雲。
- NGC 2071 - 這是獵戶座的一個星系。
- NGC 2072 - 這是山案座的一個星系。
- NGC 2073 - 這是天兔座的一個星系。
- NGC 2074 - 這是劍魚座的一個彌散星雲。
- NGC 2075 - 這是山案座的一個星系。
- NGC 2076 - 這是天兔座的一個星系。
- NGC 2077 - 這是劍魚座的一個彌散星雲。
- NGC 2078 - 這是劍魚座的一個彌散星雲。
- NGC 2079 - 這是劍魚座的一個彌散星雲。
- NGC 2080 - 這是劍魚座的一個鬼头彌散星雲，在大麦哲伦星云内。
- NGC 2081 - 這是劍魚座的一個星系。
- NGC 2082 - 這是劍魚座的一個星系。
- NGC 2083 - 這是劍魚座的一個彌散星雲。
- NGC 2084 - 這是劍魚座的一個彌散星雲。
- NGC 2085 - 這是劍魚座的一個彌散星雲。
- NGC 2086 - 這是劍魚座的一個彌散星雲。
- NGC 2087 - 這是繪架座的一個星系。
- NGC 2088 - 這是劍魚座的一個星系。
- NGC 2089 - 這是天兔座的一個星系。
- NGC 2090 - 這是天鴿座的一個星系。
- NGC 2091 - 這是劍魚座的一個星系。
- NGC 2092 - 這是劍魚座的一個星系。
- NGC 2093 - 這是劍魚座的一個星系。
- NGC 2094 - 這是劍魚座的一個星系。
- NGC 2095 - 這是劍魚座的一個星系。
- NGC 2096 - 這是劍魚座的一個星系。
- NGC 2097 - 這是劍魚座的一個星系。
- NGC 2098 - 這是劍魚座的一個星系。
- NGC 2099 - 這是御夫座的一個疏散星團（M37）。

## 2100-2199
- NGC 2100 - 這是劍魚座的一個星系。
- NGC 2101 - 這是繪架座的一個星系。
- NGC 2102 - 這是劍魚座的一個星系。
- NGC 2103 - 這是山案座的一個彌散星雲。
- NGC 2104 - 這是繪架座的一個星系。
- NGC 2105 - 這是劍魚座的一個星系。
- NGC 2106 - 這是天兔座的一個星系。
- NGC 2107 - 這是山案座的一個星系。
- NGC 2108 - 這是劍魚座的一個星系。
- NGC 2109 - 這是劍魚座的一個星系。
- NGC 2110 - 這是獵戶座的一個星系。
- NGC 2111 - 這是山案座的一個星系。
- NGC 2112 - 這是獵戶座的一個星系。
- NGC 2113 - 這是劍魚座的一個星系。
- NGC 2114 - 這是劍魚座的一個星系。
- NGC 2115 - 這是繪架座的一個星系。
- NGC 2115 - 這是繪架座的一個星系。
- NGC 2116 - 這是劍魚座的一個星系。
- NGC 2117 - 這是劍魚座的一個星系。
- NGC 2118 - 這是劍魚座的一個星系。
- NGC 2119 - 這是獵戶座的一個星系。
- NGC 2120 - 這是劍魚座的一個星系。
- NGC 2121 - 這是山案座的一個星系。
- NGC 2122 - 這是山案座的一個星系。
- NGC 2123 - 這是劍魚座的一個星系。
- NGC 2124 - 這是天兔座的一個星系。
- NGC 2125 - 這是劍魚座的一個星系。
- NGC 2126 - 這是御夫座的一個星系。
- NGC 2127 - 這是劍魚座的一個星系。
- NGC 2128 - 這是鹿豹座的一個星系。
- NGC 2129 - 這是雙子座的一個星系。
- NGC 2130 - 這是劍魚座的一個星系。
- NGC 2131 - 這是天兔座的一個星系。
- NGC 2132 - 這是繪架座的一個星群。
- NGC 2133 - 這是山案座的一個星系。
- NGC 2134 - 這是山案座的一個星系。
- NGC 2135 - 這是劍魚座的一個星系。
- NGC 2136 - 這是劍魚座的一個星系。
- NGC 2137 - 這是劍魚座的一個星系。
- NGC 2138 - 這是劍魚座的一個星系。
- NGC 2139 - 這是天兔座的一個星系。
- NGC 2140 - 這是劍魚座的一個星系。
- NGC 2141 - 這是獵戶座的一個星系。
- NGC 2142 - 這是麒麟座的一個星系。
- NGC 2143 - 這是獵戶座的一個星系。
- NGC 2144 - 這是山案座的一個星系。
- NGC 2145 - 這是山案座的一個星系。
- NGC 2146 - 這是鹿豹座的一個星系。
- NGC 2147 - 這是劍魚座的一個星系。
- NGC 2148 - 這是繪架座的一個星系。
- NGC 2149 - 這是麒麟座的一個星系。
- NGC 2150 - 這是劍魚座的一個星系。
- NGC 2151 - 這是劍魚座的一個星系。
- NGC 2152 - 這是繪架座的一個星系。
- NGC 2153 - 這是劍魚座的一個星系。
- NGC 2154 - 這是劍魚座的一個星系。
- NGC 2155 - 這是劍魚座的一個星系。
- NGC 2156 - 這是劍魚座的一個星系。
- NGC 2157 - 這是劍魚座的一個星系。
- NGC 2158 - 這是雙子座的一個疏散星團。
- NGC 2159 - 這是劍魚座的一個星系。
- NGC 2160 - 這是劍魚座的一個星系。
- NGC 2161 - 這是山案座的一個星系。
- NGC 2162 - 這是劍魚座的一個星系。
- NGC 2163 - 這是獵戶座的一個星系。
- NGC 2164 - 這是劍魚座的一個星系。
- NGC 2165 - 這是御夫座的一個星系。
- NGC 2166 - 這是劍魚座的一個星系。
- NGC 2167 - 這是麒麟座的一個星系。
- NGC 2168 - 這是雙子座的一個疏散星團（M35）。
- NGC 2169 - 這是獵戶座的一個疏散星團。
- NGC 2170 - 這是麒麟座的一個星系。
- NGC 2171 - 這是山案座的一個三星系統。
- NGC 2172 - 這是劍魚座的一個星系。
- NGC 2173 - 這是山案座的一個星系。
- NGC 2174 - 這是獵戶座的一個彌散星雲。
- NGC 2175 - 這是獵戶座的一個疏散星團。
- NGC 2176 - 這是劍魚座的一個星系。
- NGC 2177 - 這是劍魚座的一個星系。
- NGC 2178 - 這是繪架座的一個星系。
- NGC 2179 - 這是天兔座的一個星系。
- NGC 2180 - 這是獵戶座的一個星系。
- NGC 2181 - 這是劍魚座的一個星系。
- NGC 2182 - 這是麒麟座的一個星系。
- NGC 2183 - 這是麒麟座的一個星系。
- NGC 2184 - 這是獵戶座的一個星群。
- NGC 2185 - 這是麒麟座的一個星系。
- NGC 2186 - 這是獵戶座的一個星系。
- NGC 2187 - 這是劍魚座的一個星系。
- NGC 2187 - 這是劍魚座的一個星系。
- NGC 2188 - 這是天鴿座的一個星系。
- NGC 2189 - 這是獵戶座的一個失蹤的星系。
- NGC 2190 - 這是山案座的一個星系。
- NGC 2191 - 這是船底座的一個星系。
- NGC 2192 - 這是御夫座的一個星系。
- NGC 2193 - 這是劍魚座的一個星系。
- NGC 2194 - 這是獵戶座的一個疏散星團。
- NGC 2195 - 這是獵戶座的一個雙星系統。
- NGC 2196 - 這是天兔座的一個星系。
- NGC 2197 - 這是劍魚座的一個星系。
- NGC 2198 - 這是獵戶座的一個失蹤的星系。
- NGC 2199 - 這是山案座的一個星系。

## 2200-2299
- NGC 2200 - 這是船尾座的一個星系。
- NGC 2201 - 這是船尾座的一個星系。
- NGC 2202 - 這是獵戶座的一個星系。
- NGC 2203 - 這是山案座的一個星系。
- NGC 2204 - 這是大犬座的一個星系。
- NGC 2205 - 這是繪架座的一個星系。
- NGC 2206 - 這是大犬座的一個星系。
- NGC 2207 - 這是大犬座的一個星系。
- NGC 2208 - 這是御夫座的一個星系。
- NGC 2209 - 這是山案座的一個星系。
- NGC 2210 - 這是劍魚座的一個星系。
- NGC 2211 - 這是大犬座的一個星系。
- NGC 2212 - 這是大犬座的一個星系。
- NGC 2213 - 這是山案座的一個星系。
- NGC 2214 - 這是劍魚座的一個星系。
- NGC 2215 - 這是麒麟座的一個星系。
- NGC 2216 - 這是大犬座的一個星系。
- NGC 2217 - 這是大犬座的一個星系。
- NGC 2218 - 這是雙子座的一個星群。
- NGC 2219 - 這是麒麟座的一個星系。
- NGC 2220 - 這是船尾座的一個星群。
- NGC 2221 - 這是繪架座的一個星系。
- NGC 2222 - 這是繪架座的一個星系。
- NGC 2223 - 這是大犬座的一個星系。
- NGC 2224 - 這是雙子座的一個星群。
- NGC 2225 - 這是麒麟座的一個星系。
- NGC 2226 - 這是麒麟座的一個星系。
- NGC 2227 - 這是大犬座的一個星系。
- NGC 2228 - 這是劍魚座的一個星系。
- NGC 2229 - 這是劍魚座的一個星系。
- NGC 2230 - 這是劍魚座的一個星系。
- NGC 2231 - 這是劍魚座的一個星系。
- NGC 2232 - 這是麒麟座的一個星系，距離地球1300光年。
- NGC 2233 - 這是劍魚座的一個星系。
- NGC 2234 - 這是雙子座的一個星群。
- NGC 2235 - 這是劍魚座的一個星系。
- NGC 2236 - 這是麒麟座的一個星系。
- NGC 2237 - 這是麒麟座的一個玫瑰星雲。
- NGC 2238 - 這是麒麟座的一個彌散星雲，Rosette星云的一部分。
- NGC 2239 - 這是麒麟座的一個星系，Rosette星云的一部分。
- NGC 2240 - 這是御夫座的一個星系。
- NGC 2241 - 這是劍魚座的一個星系。
- NGC 2242 - 這是御夫座的一個星系。
- NGC 2243 - 這是大犬座的一個星系。
- NGC 2244 - 這是麒麟座的一個星系，在Rosette星云。
- NGC 2245 - 這是麒麟座的一個星系。
- NGC 2246 - 這是麒麟座的一個彌散星雲，Rosette星云的一部分。
- NGC 2247 - 這是麒麟座的一個星系。
- NGC 2248 - 這是雙子座的一個星群。
- NGC 2249 - 這是劍魚座的一個星系。
- NGC 2250 - 這是麒麟座的一個星系。
- NGC 2251 - 這是麒麟座的一個星系。
- NGC 2252 - 這是麒麟座的一個星系。
- NGC 2253 - 這是鹿豹座的一個失蹤的星系。
- NGC 2254 - 這是麒麟座的一個星系。
- NGC 2255 - 這是天鴿座的一個星系。
- NGC 2256 - 這是鹿豹座的一個星系。
- NGC 2257 - 這是劍魚座的一個星系。
- NGC 2258 - 這是鹿豹座的一個星系。
- NGC 2259 - 這是麒麟座的一個星系。
- NGC 2260 - 這是麒麟座的一個星系。
- NGC 2261 - 這是麒麟座的一個彌散星雲。
- NGC 2262 - 這是麒麟座的一個星系。
- NGC 2263 - 這是大犬座的一個星系。
- NGC 2264 - 這是麒麟座的一個星系（Cone星云），距離地球約2500光年。
- NGC 2265 - 這是雙子座的一個星群。
- NGC 2266 - 這是雙子座的一個星系。
- NGC 2267 - 這是大犬座的一個星系。
- NGC 2268 - 這是鹿豹座的一個星系。
- NGC 2269 - 這是麒麟座的一個星系。
- NGC 2270 - 這是麒麟座的一個星系。
- NGC 2271 - 這是大犬座的一個星系。
- NGC 2272 - 這是大犬座的一個星系。
- NGC 2273 - 這是天貓座的一個星系。
- NGC 2276 - 一个不规则漩涡星系
- NGC 2287 - 这是大犬座的一个疏散星团（M41）。
- NGC 2298 - 这是船尾座的一个球状星团。

## 2300-2399
- NGC 2300 - 这是一个椭圆星系，是NGC 2276姊妹的一个。
- NGC 2323 - 这是麒麟座的一个疏散星团（M50）。
- NGC 2336 - 这是一个大漩涡星系在北极星方向。
- NGC 2346 - 这是麒麟座的一个行星状星云。
- NGC 2349 - 这是麒麟座的一个疏散星团。
- NGC 2359 - 托尔的头盔，这是一个星云
- NGC 2360 - 这是大犬座的一个疏散星团。
- NGC 2362 - 这是大犬座的一个疏散星团，有时被称为墨西哥跳星。
- NGC 2392 - 这是双子座的一个行星状星云。

## 2400-2499
- NGC 2403 - 这是一个漩涡星系，在鹿豹座
- NGC 2409 - 这是一个漩涡星系
- NGC 2419 - 星际流浪汉，也被称为星际漫游者，这是一个球状星团，亮度為10等。在天猫座
- NGC 2422 - M47，一个疏散星团，在船尾座
- NGC 2437 - M46，一个疏散星团，在船尾座
- NGC 2438 - 这是一个行星状星云，在船尾座
- NGC 2440 - 这是一个星云
- NGC 2442 - 这是一个漩涡星系，在飞鱼座
- NGC 2447 - M93，一个疏散星团，在船尾座
- NGC 2451 - 一个疏散星团，距離地球850光年，在船尾座
- NGC 2460 - 这是一个漩涡星系
- NGC 2467 - 这是一个星云，在船尾座
- NGC 2477 - 一个疏散星团，距離地球4200光年。在船尾座

## 2500-2599
- NGC 2500 - 这是天猫座的一个星系。
- NGC 2514 - 这是漩涡星系。
- NGC 2537 - 这是天猫座的一个星系。
- NGC 2541 - 这是漩涡星系。
- NGC 2547 - 这是船帆座的一个疏散星团
- NGC 2552 - 这是天猫座的一个星系。
- NGC 2548 - 这是长蛇座的一个疏散星团（M48）。
- NGC 2596 - 这是巨蟹座的一个星系。

## 2600-2699
- NGC 2632 - M44，蜂巢星团，亦称鬼星团，在巨蟹座
- NGC 2683 - 这是一个漩涡星系
- NGC 2682 - M67，一个疏散星团，在巨蟹座

## 2700-2799
- NGC 2715 - 这是一个漩涡星系
- NGC 2736 - 铅笔星云，这是一个超新星爆发残骸，在船帆座
- NGC 2775 - 这是一个紧紧卷绕在一起的漩涡星系
- NGC 2775 - 天貓座的碰撞星系。

## 2800-2899
- NGC 2818 - 一个疏散星团
- NGC 2818A - 这是一个行星状星云
- NGC 2841 - 这是一个紧紧卷绕在一起的漩涡星系，比银河稍大一点
- NGC 2867 - 这是一个行星状星云

## 2900-2999
- NGC 2903 - 这是狮子座的一个星系。
- NGC 2935 - 这是长蛇座的一个星系。
- NGC 2962 - 这是长蛇座的一个星系
- NGC 2976 - 这是大熊座的一个星系。
- NGC 2997 - 这是一个漩涡星系，在唧筒座